# Мордвинова Амалія Русланівна
Амалія Русланівна Бєляєва (при народженні Людмила Русланівна Паригіна, у першому шлюбі Зоріна, пізніше взяла ім'я Амалія і дошлюбне прізвище матері Мордвинова, у другому шлюбі Гольданська, псевдонім Амалія&Амалія; нар.. 20 листопада 1973, Південно Сахалінськ, СРСР) — російська акторка театру, кіно і дубляжу, теле- і радіоведуча.

## Біографія
Народилася 20 листопада 1973 року в Південно-Сахалінську.
Мати: вчителька Людмила Мордвинова. Рідний батько Амалії, Моріс Шлемович Бонфельд, вологодський композитор і музикознавець, покинув сім'ю до її народження. Вітчим Амалії, інженер Руслан Паригін, одружившись з матір'ю Амалії, удочерив дівчинку і дав їй своє прізвище. 
Після закінчення школи у Вологді склала іспити до ГІТІСу і Щукінського училища, але вибрала Щукінське училище. Спочатку хотіла вступити на режисерське відділення.
Закінчила Театральне училище імені Б. В. Щукіна в 1995 році (курс Алли Казанської). У 1995—1998 роках працювала в театрі «Ленком», де зіграла роль Анни Болейн у виставі «Королівські ігри», пізніше перейшла до Московського театру імені Володимира Маяковського, була зайнята також у виставах «Російської антрепризи» Михайла Козакова.
Перша роль у кіно — у фільмі «Дорога в рай» (1993). Популярність акторці принесли головні ролі у фільмі «Сни» (1993) і серіалі «Полювання на Попелюшку» (2000).
Сповідує іудаїзм. З 2009 року проживала в Індії, захопилася йогою а через 7 років, у 2016, переїхала до США.

### Особисте життя
- Перший чоловік (1993—1999) — Ігор Зорін, звукорежисер театру «Ленком». Різниця у віці подружжя становила 18 років.[11]
- Другий чоловік (2000—2004) — Олександр Гольданський, підприємець і економіст, керівник з 1993 року фірми «Зелений ліс», що виробляє двері і вікна з цінних порід дерева. Керував підприємством «Театральна справа Гольданських», продюсер.
  - Дочка — Діана Гольданська (нар.. 30 квітня 2001 роки)[12][13][14][15]
- Третій чоловік (2005—2009) — Вадим Бєляєв, підприємець. Розлучена з 27 жовтня 2009 року.
  - Син — Герман Бєляєв (нар. 28 листопада 2005 року)[16]
  - Дочка — Євангеліна Бєляєва (нар.. 31 березня 2007 року)[17]
  - Дочка — Серафима Бєляєва (нар.. 18 березня 2009 року).[18][19][20][21][22]

## Нагороди
- 1996 — Лауреатка Державної премії Росії (за роль Анни Болейн у виставі «Королівські ігри», театр «Ленком»)
- 1996 — Лауреатка премії «Кришталева Турандот» (переможниця в номінації «Найкращий дебют сезону», за роль Анни Болейн у виставі «Королівські ігри», театр «Ленком»)[23]
- 1996 — Лауреатка Призу симпатій газети «Комсомольська правда» (за роль Анни Болейн у виставі «Королівські ігри», театр « Ленком»)
- 1998 — Лауреатка премії журналу «Огоньок» (спеціальний диплом «Відкриття-98»)[24]
- 2000 — Лауреатка VI щорічного міського фестивалю фільмів про Москву і москвичів «Московський Пегас» (приз «Срібний Пегас» за найкращу жіночу роль, фільм «Затворник», реж. Єгор Кончаловський)[25]
- 2000 — Лауреатка VII Міжнародного фестивалю акторів кіно «Балтійська перлина» («Baltijas pērle») в Ризі (приз за найкращу жіночу роль другого плану, фільм «Літо, або 27 загублених поцілунків», реж. Нана Джорджадзе)[26]
- 2003 — Лауреатка театральної премії «Чайка» за підсумками сезону 2002—2003 років (дует Амалії Гольданської та Григорія Сіятвінда був визнаний переможцем в номінації «Деякі люблять гарячіше», спектакль «Властивості пристрасті», антреприза «Театральне справу Гольданських»)

## Ролі в театрі
- 1993 — Марсельєза[27] — «Божевільний день, або Одруження Фігаро», за п'єсою Бомарше, реж. Марк Захаров і Юрій Махаєв / «Ленком»
- 1995 — Анна Болейн — «Королівські ігри», опера для драматичного театру Григорія Горіна та Шандора Каллоша за мотивами п'єси Масквела Андерсона «1000 днів Анни Болейн», реж. Марк Захаров і Юрій Махаев / «Ленком» - преса
- 1996 — Ельвіра — «Неймовірний сеанс», за п'єсою Ноела Кауарда «Невгамовний Дух»[en], переклад Михайла Мішина, реж. Михайло Козаков / Російська антреприза Михайла Козакова
- 1997 — Варенька Доброселова — «Фальбала», театральна фантазія А. Родіонової і С. Коковкіна за романом Федора Достоєвського «Бідні люди», реж. Михайло Макєєв / Театр «Моно-Дует-Тріо» під керівництвом Олександра Філіппенка
- 1998 — Паола — «Паола і леви, або Сублімація любові в стилі dell'arte», за п'єсою Альдо де Бенедетті «Паола і леви», переклад Т. Скуй, реж. Михайло Козаков / Російська антреприза Михайла Козакова
- 1998 — Дафна — «Квітка, що сміється», за п'єсою Н. Кауарда, переклад Михайла Мішина, реж. Михайло Козаков / Російська антреприза Михайла Козакова
- 1998 — Анна Дембі — «Кін IV», за п'єсою Г. Горіна, написаною за мотивами п'єси Александра Дюма-батька «Кін, або Геній і безпутність», реж. Тетяна Ахрамкова / Московський академічний театр імені Вол. Маяковського
- 2000 — Катя — «Vanjushin's children», за п'єсою С. Найдьонова «Діти Ванюшина», реж. Андрій Гончаров / Московський академічний театр імені Вол. Маяковського
- 2001 — Єва Крейн — «Не про солов'їв», за п'єсою Т. Вільямса, переклад Віталія Вульфа і А. Чеботаря, реж. Тетяна Ахрамкова / Московський академічний театр імені Вол. Маяковського - преса [Архівовано 16 вересня 2021 у Wayback Machine.]
- 2001 — Анна Полонська — «Сама, най, най…», За п'єсою А. Гольданської, реж. Амалія Гольданська / Антреприза «Театральна справа Гольданських» - преса [Архівовано 16 вересня 2021 у Wayback Machine.]
- 2003 — Вона — «Властивості пристрасті», за мотивами п'єси Ежена Йонеско «Бред удвох», реж. Андрій Беркутов і Роман Самгін / Антреприза «Театральна справа Гольданських»
- 2004 — Запрошена «зірка»[28] — спектакль-концерт «Клуб комедії», реж. Сергій Петрейков / Комічний театр «Квартет І»
- 2005 — Монтувальниця Скрябіна — «прояв любові», за п'єсою Ксенії Драгунської "Друг з товаришем, реж. Ольга Суботіна / «Інший театр» - преса [Архівовано 12 вересня 2012 у Archive.is]
- 2007 — Нінка — «Нінкін земля. Чужі», за п'єсою Наталії Ворожбит «Демони», реж. Олена Новікова / Театр «Центр драматургії і режисури»
- 2008 — Анна — «Близькість», за п'єсою Патріка Марбері «Ближче», переклад Гаяне Багдасарян, реж. Олена Новікова / Проєкт фінансової корпорації «Відкриття»
- 2008 — Жінка — «Прийшов чоловік до жінки», за п'єсою Семена Злотникова, реж. Йосип Райхельгауз / Театр «Школа сучасної п'єси»

## Фільмографія
| Рік         |    | Назва                                             | Роль                                         |    |
| ----------- | -- | ------------------------------------------------- | -------------------------------------------- | -- |
| 1993        | ф  | Дорога в рай                                      | співачка                                     | ру |
| 1993        | ф  | Сни                                               | графиня Призорова / Марія Іванівна Степанова | ру |
| 1994        | ф  | Здрастуй, плем'я молоде...                        | Лера </ small>                               | ру |
| 1995        | ф  | Фатальні яйця                                     | Гелла                                        | ру |
| 1996        | ф  | Коханці вмирають                                  | наречена                                     | ру |
| 1997        | ф  | Злодій                                            | лікарка                                      | ру |
| 1998        | ф  | Жіноча власність                                  | Ольга                                        | ру |
| 1998 — 2002 | с  | Самозванці                                        | Ніна                                         | ру |
| 1999        | ф  | Затворник                                         | Анна Скороходова, студентка філфаку          | ру |
| 2000        | ф  | Літо, або 27 загублених поцілунків                | Вероніка                                     | ру |
| 2000        | с  | Полювання на Попелюшку                            | Єва / «Миша»                                 | ру |
| 2002        | ф  | Вхід через вікно                                  | Валентина                                    | ру |
| 2003        | ф  | Є ідея...                                         | знімалася                                    | ру |
| 2003        | тф | Шукаю наречену без приданого                      | Ельвіра Хоменко                              | ру |
| 2003        | ф  | Рецепт чаклунки                                   | Поліна                                       | ру |
| 2004        | с  | Гріхи батьків                                     | Ольга Ковальова                              | ру |
| 2004        | с  | Даша Васильєва. Любителька приватного розшуку - 2 | Вероніка                                     | ру |
| 2004        | ф  | Слова і музика                                    | Текле                                        | ру |
| 2004        | с  | Тільки ти                                         | Юля                                          | ру |
| 2004 — 2005 | с  | Обережно, Задов!                                  | Олена                                        | ру |
| 2004        | мф | Столичний сувенір                                 | фотомодель Ляля                              | ру |
| 2005        | ф  | Дзеркальні війни. Віддзеркалення перше            | агентка Оранж                                | ру |
| 2005        | с  | Зцілення коханням                                 | Римма                                        | ру |
| 2005        | с  | Лебединий рай                                     | Елла                                         | ру |
| 2005        | с  | Право на любов                                    | Белла                                        | ру |
| 2005        | ф  | Три мушкетери                                     | королева Анна Австрійська                    | ру |
| 2006        | ф  | Валізи Тульса Люпера. Російська версія            | Пешн, Тріксі                                 | ру |
| 2006        | ф  | Блюз опадаючих листя                              | читачка з бутербродом                        | ру |
| 2006        | с  | Парижани                                          | Олександра Панфьорова                        | ру |
| 2006        | с  | Погоня за ангелом                                 | Ольга Миколаєва                              | ру |
| 2008        | ф  | Антисекс                                          | Світлана                                     | ру |
| 2008        | тф | Без вини винуваті                                 | Ніна Павлівна Коринкіна                      | ру |
| 2008        | ф  | День радіо                                        | дресирувальниця Ніна                         | ру |
| 2008        | с  | Фотограф                                          | Саллі Джонс                                  | ру |
| 2009        | ф  | Кромов                                            | Єлизавета Кромова                            | ру |
| 2011        | ф  | Generation П                                      | Лена                                         | ру |

## Телебачення і радіо
У 2000 році була ведучою програми «Відкритий проєкт. Молодіжний канал» на телеканалі ТВЦ. Того ж 2000 року виступала співведучою в кількох випусках молодіжного ток-шоу «Акуна Матата» на телеканалі РТР.
У 2002 році разом з Григорієм Сіятвіндою знялася в рекламному ролику кави Nescafe Gold.
У 2005—2007 роках вела авторську програму на радіо «Ехо Москви» (програма, спочатку названа «Територія Амалії», через деякий час була перейменована і отримала назву «Доброго полювання!»).

## Поезія
У 2016 році випустила збірку віршів «Концепція райського саду» .